# Distretto di Kantang
Il distretto di Kantang (in thailandese: กันตัง) è un distretto (amphoe) della Thailandia, situato nella provincia di Trang.